# 小豊島
小豊島（おでしま）は、香川県小豆郡土庄町にある島。

## 概要
小豊島は、小豆島と豊島の間にある小島である。畜産が盛んで、人間より牛の数の方が多い。2軒の畜産農家が400頭を超える肉用牛を飼育しており、小豆島特産のオリーブの搾油後の搾りかすを配合した飼料で飼育した「小豆島オリーブ牛」としてブランド化されている。島外への出荷時は、畜産農家が所有する専用船で行われる。畜産用には島内のため池の水、生活用水には井戸水を利用している。

## 交通
小豆島（土庄港）から旅客船で25分、豊島（唐櫃港）から旅客船で10分。1日1往復のみで日祝日運休。または、小豆島から海上タクシー。